# Комісія ООН зі сталого розвитку
Комісія ООН зі сталого розвитку (КСР) була створена в грудні 1992 Резолюцією Генеральної Асамблеї ООН / ares47-191.htm A/RES/47/191 як функціональна комісія ЕКОСОР ООН з метою реалізації всесвітньої угоди, досягнутого в червні 1992 р. на саміті в Ріо-де-Жанейро, присвяченому питанням захисту довкілля.

## КСР 1
КСР 1. Організаційну сесію Комісії зі сталого розвитку  було проведено в червні 1993 року. Організаційна сесія була присвячена широкому колу організаційних та адміністративних питань, відображених у наступних тематиках документів Комісії
- Залучення коштів до бюджету проектів рішень
- Створення попереднього порядку денного і багаторічної програми роботи
- Національна звітність по реалізації даної угоди
- Обмін інформацією з донорами
- Координація дій ООН в питаннях довкілля в партнерстві з міжнародними організаціями
- Координація даних з розвитку
- Прогрес в області екологічно безпечних трансферів технологій
- Початкові фінансові зобов'язання і надходження
- Урядова інформація про фінансові зобов'язання
- Термінові і основні виникаючі питання
- ЮНКТАД і реалізація даної угоди
- Програма ООН з довкілля і реалізація даної угоди
- Питання, що стосуються майбутньої роботи Комісії зі сталого розвитку
- Посібник з підготовки національних звітів
- Багаторічна програма роботи
- Фінансові зобов'язання і фінансові потоки
- Інтеграція сталого розвитку в системі ООН

## КСР 5
На П'ятій сесії КСР основна увага Комісії зі сталого розвитку була спрямована на підготовку до П'ятирічному огляду Саміту Землі 1992 року, яке прийняло форму 19-й спеціальній сесії [Архівовано 25 грудня 2012 у Wayback Machine.] Генеральної Асамблеї, що відбулася в штаб-квартирі ООН в Нью-Йорку.

## КСР 10
На своїй Десятій сесії Комісія зі сталого розвитку виступала як Підготовчий комітет Всесвітнього саміту зі сталого розвитку, що відбувся в Йоганнесбурзі в грудні 2002 року.

## КСР 12
Дванадцята сесія Комісії зі сталого розвитку є першою основною сесією з часів КСР 11 в Йоганнесбурзі — вона була організаційної сесією, спрямованою на встановлення пріоритетів і порядку денного для другого десятирічного циклу Комісії. У нижченаведеному тексті наводяться уривки з промови Голови Берге Бренде, норвезького міністра довкілля для опису організації роботи в ході КСР 12  [Архівовано 13 жовтня 2012 у Wayback Machine.]
Перші три дні КСР 12 будуть підготовчою нарадою для десятирічного огляду Барбадоської програми дій (БПД) щодо забезпечення сталого розвитку малих острівних держав, що розвиваються.

Основна частина КСР-12 приділятиметься питанням водопостачання, санітарії та людських поселень. "Було прийнято рішення на КСР 11 зосередити свою увагу на першому циклі здійсненню рішень в галузі водопостачання, санітарії та населених пунктів, що свідчить про терміновість вирішення питань, виражену міжнародним співтовариством.

Сьогодні захворювання, що передаються через воду, вбивають одну людину кожні десять секунд, дітей в переважній більшості, і приблизно кожен другий африканець на південь від Сахари і троє з п'яти вихідців з Південної Азії не мають належних санітарних умов. Загальне число людей, що живуть в нетрях, близько до 930 мільйонів і продовжує зростати прискореними темпами.

## КСР 16
Головою Комісії є Пан Френсіс Нхема, міністр довкілля і туризму Зімбабве.

## КСР 18
18-я сесія пройшла в Нью-Йорку в травні 2010 року, з упором на транспорт, хімічні речовини, управління відходами, гірничодобувну промисловість, і 10-річні рамкові програми в галузі сталого споживання і виробництва.

## Ресурси Інтернету
- КСР [Архівовано 25 вересня 2012 у Wayback Machine.]
- Відділення КСР
- Питання, пов'язані з КСР [Архівовано 24 лютого 2011 у wayback.archive-it.org]
- Форум зацікавлених осіб [Архівовано 22 червня 2020 у Wayback Machine.]